# جون رينشو كارسون
جون رينشو كارسون (بالإنجليزية: John Renshaw Carson)‏ (28 يونيو 1886 - 31 أكتوبر 1940) مهندس في الاتصالات. اخترع تعديل النطاق الجانبي الوحيد وطوّر قاعدة عرض النطاق لتعديل التردد (FM) المعروفة بقاعدة كارسون .

## دراساته
ولد جون رينشو كارسون في بيتسبرغ في 28 يونيو 1886. التحق بجامعة برينستون وتخرج في عام 1907 بدرجة باشلور في العلوم. ذهب جون إلى معهد ماساتشوستس للتكنولوجيا في عامي 1907 و 1908 لكنه عاد إلى برينستون حيث حصل على شهادة في الهندسة الكهربائية في عام 1909 ودرجة ماستر في عام 1912. درس الهندسة الكهربائية في جامعة برينستون لفترة وترك الجامعة عام 1914 للانضمام إلى AT&T.

## مساره المهني
عمل كمهندس كهربائي وعالم في الرياضيات في AT&T. اخترع التضمين أحادي الشريط الجانبي في وقت مبكر جدا وتقدم للحصول على براءة بعنوان «أسلوب ووسائل للإشارة بموجات عالية التردد» في 1 ديسمبر 1915. وبعد تقاضي طويل، منحت له البراءة رقم 1449382 يوم 27 مارس 1923. التضمين أحادي الشريط الجانبي كان له تأثيرا كبيرا على الاتصالات الهاتفية، فاستخدم كأساس تقسيم الأسلاك بين المستخدمين في الشبكات. كما استفادت منه الإذاعة بعد الحرب العالمية الثانية.
انتقل كارسون إلى مختبرات بيل تلفون عام 1925 وعمل هناك حتى وفاته عام 1940.

## إنجازاته
أجرى كارسون وهو مهندس شاب قدرا كبيرا من التحليل الرياضي لقواعد الاتصالات. حلل تضمين التردد وناقش مخترعه إدوين أرمسترونج فيما يخص الضوضاء فيه. في رسالته «ملاحظات حول نظرية التحوير»، التي نشرت في فبراير 1922، فطرح القاعدة المعروفة الآن بقاعدة كارسون حول عرض نطاق التضمين الترددي.
في عام 1926 نشر ماكجرو-هيل كتابه «نظرية الدارة الكهربائية» الذي ما زال يباع إلى يومنا هذا عند أمازون.